# 락얏 므르데카
《락얏 므르데카》(인도네시아어: Rakyat Merdeka →자유 인민)은 인도네시아의 신문으로, 인도네시아 국내에서 가장 널리 읽히는 일간신문이다. 인도네시아에서 가장 큰 미디어 그룹인 자와 포스(Jawa Pos)가 소유하고 있다. 논쟁적인 헤드라인과 '때로 불쾌할 정도로 사실을 있는 그대로 까발리는(gritty, often abrasive)' 논조, 정계에 대한 강도 높은 비판을 가하는 기사와 캐리커처로 유명하다.

## 논쟁적 사안
2003년 9월, 전 편집장인 카림 파푸퉁안(Karim Paputungan)이 중부 자카르타 법원에서 인민대표회의(Dewan Perwakilan Rakyat, DPR) 의장 악바르 탄중(Akbar Tanjung)에 대한 모욕죄로 징역 5월, 집행유예 10월을 선고받았다. 다른 사안에서 역시 이 신문의 편집자인 수프랏만(Supratman)은 정부 및 대통령 메가와티 수카르노푸트리에 대해 비판적인 헤드라인을 내보낸 후 자카르타 법원에서 '증오 확산'(spreading hatred) 명목으로 징역 6월, 보호관찰 1년을 선고받았다.